# タイガーモス号
タイガーモス号（タイガーモスごう、英語: Tiger Moth）は、スタジオジブリ制作のアニメーション映画『天空の城ラピュタ』に登場する架空の飛行船で、海賊ドーラ一家の母船として使用された。設計者はドーラの亡き夫。名称の「タイガーモス」（tiger moth）は蛾の一種であるヒトリガ（灯盗蛾）の意。

## 船体について
小説版の描写によれば、船体構造は、ガス嚢を木造骨格と外皮とで被覆したブリッグ級飛行船（ロマンアルバム等には半硬式飛行船と記載）であり、ガス嚢と主翼先端のメインローターで浮力を制御している。ガス嚢は船体内部に7個あり、3個までなら損傷しても飛行可能である。メインローターと主翼はティルト式になっており、角度を調整する事で垂直上昇やホバリング、高速飛行等を自在に行える。動力源は小説版では焼玉エンジンとされ、広い機関室内には駆動系の歯車がむき出しになっている。高速飛行する際には、機関室のレバーでクラッチを操作する事で船体後部にある四重反転プロペラを駆動させる。船体後部には大型の垂直尾翼があり、海賊のシンボルマークである髑髏（ジョリー・ロジャー）が描かれている。船体の大部分は木と布で出来ており固定武装や装甲等は無く、もっぱら空賊団の移動及び寝食と、フラップター輸送用の空中母船であり、劇中で飛行戦艦ゴリアテに遭遇した際にもただ逃げるしかなかった。なお速力については、小説版によると軍の最新鋭艦には劣るものの、いまだそれに次ぐとされている。
ブリッジは船体から渡り廊下兼用のフレームを介して前方に張り出した位置にあり、横長の円筒状。中央には進行方向に向かって円錐状に伸びたノーズコーンがあり、全体的に鳥の顔に似ている。ノーズコーンの左右には円形のガラスがはめ込まれ、副操縦士は右を、船長は左の窓をそれぞれのぞく形となる。ブリッジ中央には無線装置が設置され、通信の傍受もここで行われる。
メインゴンドラは居住区画となっており、デッキで後部の機関室とつながっている。またメインゴンドラの下部はフラップター専用の格納庫となっている。また船内での通信手段は主に伝声管を使用している（内線電話はない）。小型の船体ながら部屋数はかなり多く、劇中ではドーラの私室（＝船長室）、厨房、ハンモックを吊った食堂兼船室、機関室等が描かれている。
船体上部とブリッジの上部に見張り台があり、夜間は交代で見張りにつく。船体上部の見張り台へは船体の外側に取り付けられた足場でしか移動出来ない。またこの見張り台は分離式となっており、見張り台内部のハンドルを操作して凧（たこ）の翼を展開した後、ブリッジからの遠隔操作で母船から分離、上昇し、母船よりも高高度からの偵察が可能となる。分離すると伝声管が使用出来なくなる為、ブリッジとの通信は船内電話に切り替えられる。分離中は、母船側のウインチから鋼鉄製のワイヤーが伸びて船と係留されているが、一度分離すると悪天候時の収容や再結合は不可能。また見張り台には独立した操縦装置があり、万一ワイヤーが断裂しても、独立したグライダーとして飛行出来る。

## 母艦機能
船体下部に空賊達の搭乗する飛行機械フラップター専用の格納庫を持ち、空中での発進、収容機能を備えている。また、予備の部品や燃料なども常備されており、簡単な機体整備や燃料補給なども可能である。着艦時には格納庫内の人間による誘導でフラップターが船体下部後方から接近し、回収用のフックが左右に来る位置でフラップターをつかみ、そのままガイドレール上に乗せて格納庫奥まで押し込む。その後、フックは次のフラップターを回収する為に先の位置に戻る。発進時はレール上を滑らせて後ろ向きに発進させる。劇中に登場したフラップターは全部で4機である。

## スペック
| 全長（m）      | 42                  |
| 全高（m）      | 20                  |
| 全幅（m）      | 54                  |
| 巡航速度       | 35ノット (65 km/h)  |
| 最高速         | 72ノット (133 km/h) |
| 航続距離（km） | 3,820（無風巡航時） |

## 劇中での活躍
物語冒頭にて、小説同様にシータを乗せた飛行客船を襲撃するべく、ドーラと息子たちを含む子分たちを乗せたフラップターを発進させた。その後、小説同様にパズーがドーラ達と共にシータを要塞からフラップターで救出。タイガーモス号に帰投する直前に、スラッグ渓谷の上空を飛行している事から（小説にも同じ場面がある）、小説同様に映画も襲撃後はスラッグ渓谷付近で待機していたと思われる。シータを救出後、ドーラが二人を船内に迎え入れ、パズーは機関士助手、シータは女中として働く事となる（厨房内は汚れ放題であったがシータが短時間で片付けた）。シータがもたらした情報を元に、船はラピュタに向けて東に進路を取り、ゴリアテの攻撃をかわしつつ航行を続ける。そして、ラピュタがあるという竜の巣へ突入しようとした矢先に、遭遇したゴリアテの砲撃を受けて大破。船はラピュタに不時着し、その後ラピュタに到着した軍にドーラ一家は捕まった。最後はラピュタ崩落に伴い、大量の瓦礫と共にタイガーモス号も海に落ちていったが、パズーに拘束を解かれたドーラ（はっきりと映ってはいないが、その後隣のルイがナイフを使っている）と海賊達は、ラピュタの財宝の一部を持ちフラップターでいち早く脱出。見張り台の凧は、パズーとシータがラピュタからの脱出に使用し、ドーラ一家と合流後の別れ際に二人に譲られ、彼らはそれに乗って帰っていった。